# تسلسل أمامي
التسلسل الأمامي (أو الاستدلال الأمامي) هو أحد الطريقتين الرئيستن للاستدلال عند استخدام محرك الاستدلال ويمكن وصفه منطقيًا بأنه تطبيق متكرر لطريقة القياس. يعد التسلسل الأمامي أحد طرق التنفيذ الشائعة للأنظمة الخبيرة وأنظمة قواعد الأعمال والإنتاج. مناقض التسلسل الأمامي هو التسلسل الخلفي.
يبدأ التسلسل الأمامي بالبيانات المتاحة ويستخدم قواعد الاستدلال لاستخراج المزيد من البيانات (من المستخدم النهائي، على سبيل المثال) حتى يصل إلى الهدف. يبحث محرك الاستدلال الذي يستخدم التسلسل الأمامي في قواعد الاستدلال حتى يعثر على قاعدة من المعروف أن السابقة «إذا» صحيحة. عند العثور على مثل هذه القاعدة، يمكن للمحرك أن يستنتج ما يترتب على ذلك (التالي) «ثم»، ما يؤدي إلى إضافة معلومات جديدة إلى بياناته. 